# Graçay (fromage)
Le Graçay est un fromage de chèvre produit dans le Berry. Il doit son nom à la commune de Graçay dans le Cher située dans sa zone de production. Il a une forme de cône tronqué de dix centimètres de diamètre et six centimètres de hauteur. Sa croute est saupoudrée de poudre de charbon de bois. Il pèse environ 400 grammes et contient 45 % de matière grasse.